# Weduwengoed
Een weduwengoed of douarie (doarium, dotalicium) is al datgene aan goederen dat een man aan zijn vrouw voor haar onderhoud na zijn dood overmaakt.

## Geschiedenis
In de vroegste tijden werd door de man als bruidegom zulk een weduwengoed reeds aan zijn bruid als bruidsschat gegeven, maar naderhand werd het weduwengoed van de vrouw haar eigen goederenbezit, hetgeen vaak overeenstemde met haar bruidsschat, onderscheiden.
Het weduwengoed bestaat meestal uit het vruchtgebruik van (een deel van) de goederen van de overleden partner voor de weduwe (soms ook weduwnaar), zelfs indien deze laatste niets in het huwelijk heeft ingebracht, vanwaar ook de benaming van weduwengoed (Duits: Wittum(ssitz) < Latijn: vidualitium) is afgeleid, hetwelk vaak een slot, of de een of andere plaats betekent, die een weduwe van hoge stand kreeg om na het overlijden van haar man voor haar onderdak en onderhoud te zorgen. Het recht op een weduwengoed ontstond zodra het huwelijk was geconsummeerd.
Het recht op weduwengoed werd door de wet van 17 nivôse van het jaar II (6 januari 1794) afgeschaft, omdat het door de Franse revolutionairen als een overblijfsel van de verfoeide feodaliteit werd beschouwd.